# Carl-Hugo Björnsson
Carl-Hugo Björnsson, född 20 februari 1916 i Göteborg, död 6 december 1987 i Sollentuna, var en svensk pedagog.
Björnsson studerade läsbarhet hos texter som användes i skolan och konstruerade under 1960-talet läsbarhetsindexet LIX.
Han medverkade i flera skrifter av Torsten Husén.
Carl-Hugo Björnsson är begravd på Silverdals griftegård.